# Polyrhachis sylvicola
Polyrhachis sylvicola är en myrart som först beskrevs av Jerdon 1851.  Polyrhachis sylvicola ingår i släktet Polyrhachis och familjen myror. Inga underarter finns listade i Catalogue of Life.